# Walter Veltroni

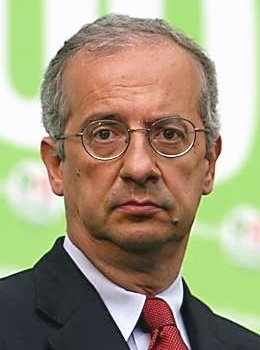
Walter Veltroni (2008)

Walter Veltroni (n. 3 iulie 1955, Roma) este un om politic social-democrat italian, membru al Parlamentului European în perioada 1999-2004 din partea Italiei, membru al Camerei Deputaților din Italia, regizor de film și fost primar al Romei (2001-2008).
Între 2007-2009 a fost președintele Partidului Democrat.

## Filmografie

### Regista
- 2014 Quando c'era Berlinguer - film documentar
- 2015 I bambini sanno - film documentar
- 2015 Milano 2015, registi vari - film documentar
- 2016 Gli occhi cambiano - film documentar
- 2017 Indizi di felicità - film documentar
- 2018 Tutto davanti a questi occhi - film documentar interviu cu Sami Modiano, supravietuitor al [Lagărul de concentrare Auschwitz|Lagărului Auschwitz]]
- 2019 C'è tempo - film artistic
- 2020 Fabrizio De André e PFM - Il concerto ritrovato - film documentar
- 2020 Edizione straordinaria - film documentar
- 2022 È stato tutto bello. Storia di Paolino e Pablito - film documentar